# پای شیر میکروسکوپی
پای شیر میکروسکوپی (نام علمی: Alchemilla microscopica) یک گونه از سرده پای شیر از خانواده یا تیرهٔ گلسرخیان است.